# アームブリーカー
アームブリーカー（Armbreaker）は、プロレス技の一種。別名「腕折り」。

## 概要
相手の腕を自分の体やマットに叩きつけたり、てこの原理で継続的に反らせることで腕や肩にダメージを与える技の総称。前者は技の特性からフィニッシュホールドとして使用されることは少なく、その後のサブミッションへの布石として使用されることが多い。

## プロレス技

### 単発型
ショルダー・アームブリーカー
相手の腕を肩越しに背負うようにして手首を掴み、自分の肩を支点にして勢いよく相手の腕を自分の肩に叩きつける。アントニオ猪木がタイガー・ジェット・シンとの抗争でこの技を使用し、シンの腕を骨折させた「腕折り事件」が有名。
スペル・デルフィンはみちのくプロレスのデルフィン軍団時代、エプロンに立ち観客の方を向いてアピールしながら、パートナーが連れてくる相手の腕をショルダー・アームブリーカーで攻める連携を得意としていた。
ジャンピング・アームブリーカー
相手の手首を掴んで片腕を捻りあげ、勢いよくジャンプしながら倒れこむことで、相手の肩をマットに叩きつける。肩、腕だけでなく顔面や胸などにもダメージを与えられる。ジャイアント馬場、越中詩郎、橋本真也などが得意としている。
トルベジーノ
吉野正人のオリジナル技。上記のジャンピング・アームブリーカーの派生技で、人工衛星ヘッドシザーズの要領で飛びつき相手の体の周りを旋回し、ジャンピング・アームブリーカーの形で叩きつける。類似技でカリスティコは叩きつけた後もロックを解かず、脇固めの形で極めるラ・ミスティカを使用する。
腕吉野
吉野正人のオリジナル技で上記のトルベジーノの派生技。別名・リバース・トルベジーノ。相手の後方から相手の腕に逆上がりするように飛びつき、回転の勢いで相手を腕からマットに叩きつける。後頭部や背中にもダメージ効果があり雷切やデスティーノにも類似しているが、DDTではなくアームブリーカーであるため基本形では首をフックしないのが違い。
アリーベデルチ
ヌンジオのオリジナル技。コーナーの上にいる状態から相手の腕を捕らえ、スイングDDTの要領で旋回しながらマットに叩きつける変型アームブリーカー。
踏みつけ式アームブリーカー
ロープを掴んで立ち上がろうとする相手や、タッグパートナーが捕らえた相手の腕に向かってコーナートップからダイビング・フットスタンプで踏みつける技。ヤング・バックスなどが得意としている。
膝立て式アームブリーカー
掴んだ相手の腕を、バック・スタバーやコード・ブレイカーと同じ要領でジャンプしながら両膝を押し付けながら後方へ倒れんだ衝撃で腕にダメージを与える。Kzyの得意技。

### 継続型
腕固め
ステップオーバー・アームブリーカーとも呼ばれる。うつ伏せ状態の相手の肩にまたがるように乗り、相手の腕を取り後方へ反りあげダメージを与える。アントニオ猪木がアンドレ・ザ・ジャイアントからギブアップを奪った技として知られる。永田裕志はこの技をかけながら白目を剥く白目式腕固めという定番ムーブを使用している。
コジMAXホールド
小島聡のオリジナル技。腕固めの派生技で、相手の片腕をハンマーロック状に極めつつ、もう片腕を腕固めの形で極める。後藤洋央紀は昇竜結界の名称で使用している。
ザ・サクリファイス
ペンタゴン・ジュニアが使用する。変形アームブリーカー。うつ伏せ状態の相手の左腕をハンマーロックの形に捕らえながら自らの左足で固定し、背中に体重を乗せながら相手の左腕を両手で捕らえてそのまま立ち上がり、自身は、勢いよく後方へ倒れ込んで相手の両腕を破壊する変形アームブリーカー。